# بقم هندي
البَقَّم القِرْمِزِيّأو البقم أو البَقَّم الهِنْدِيّ هو نوع نبات من جنس البَقَّم من الفصيلة البقولية.

## معرض صور

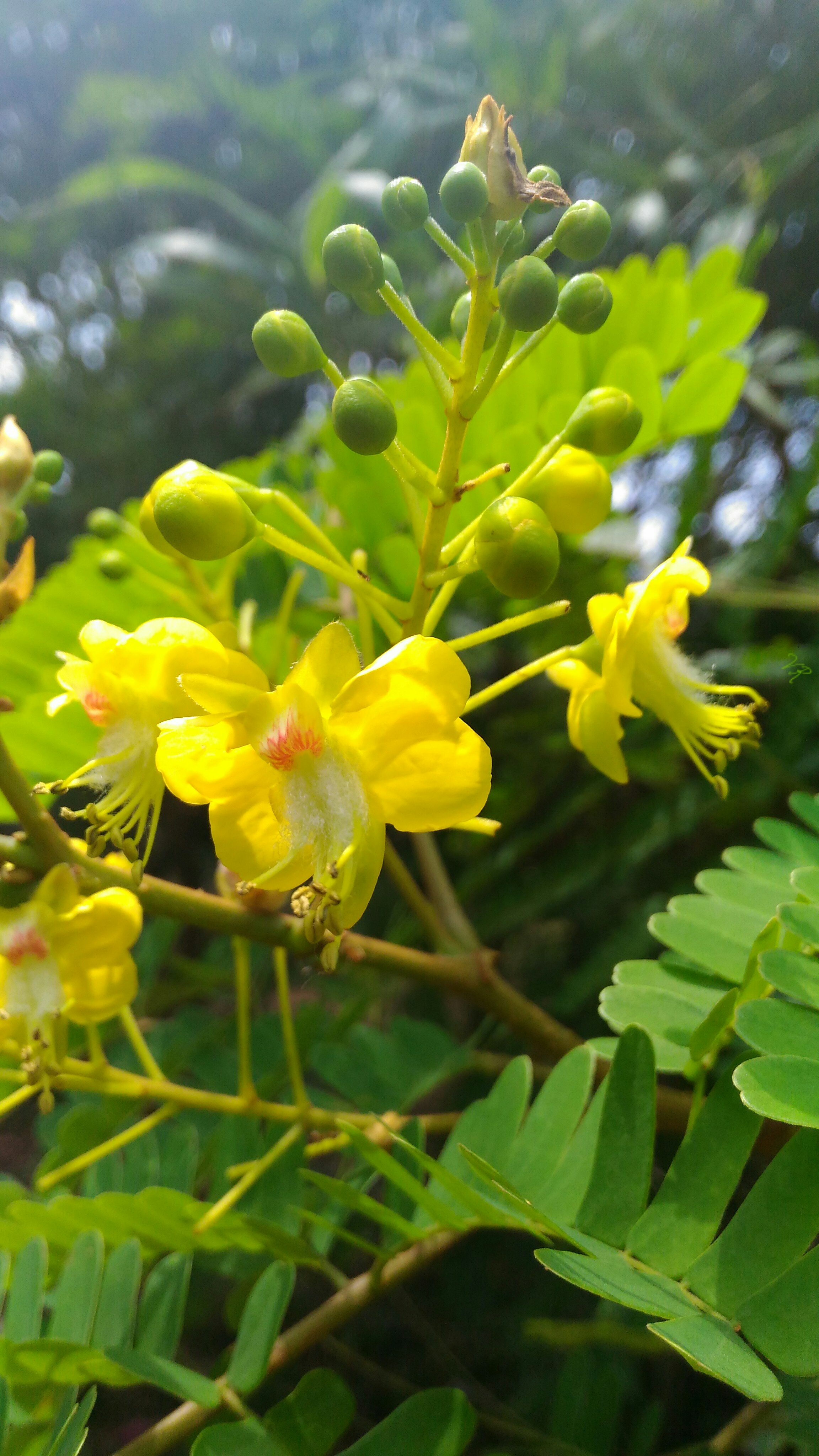
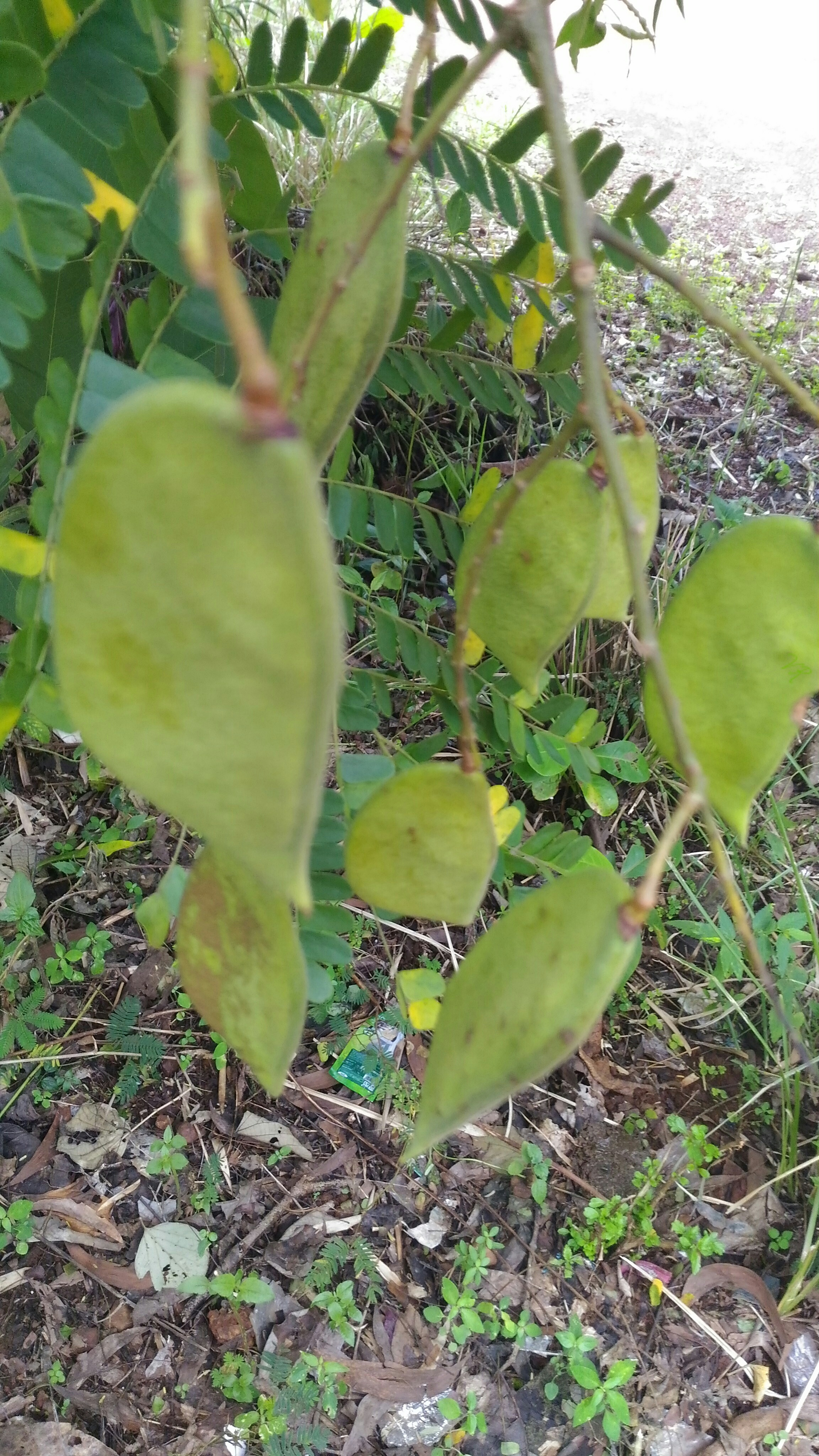
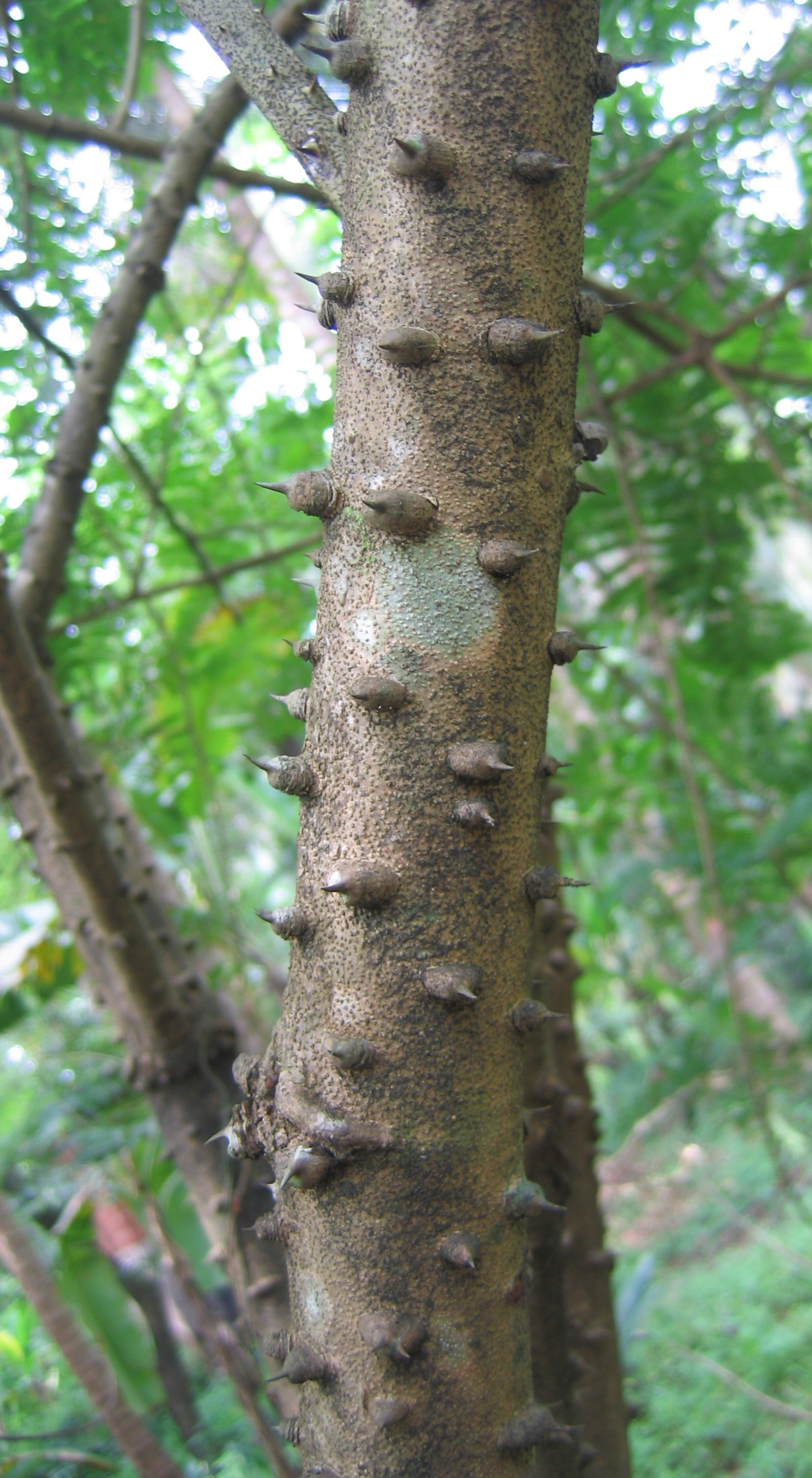